# Palmeira do Piauí
Palmeira do Piauí est une municipalité brésilienne située dans l'État du Piauí.